# Prays fulvocanella
Prays fulvocanella is een vlinder uit de familie Praydidae. De wetenschappelijke naam van de soort werd in 1907 gepubliceerd door Thomas de Grey Walsingham.